# Авенель, Поль
Поль Авене́ль (фр. Paul Avenel; 9 октября 1823, Шомон-ан-Вексен — 14 апреля 1902, Буживаль) — французский писатель, поэт, гогетье и песенник, драматург и журналист.
Старший брат историка Жоржа Авенеля (1828—1876).
В молодости готовился к коммерческой деятельности, но затем всецело посвятил себя литературе. Литературная деятельность Авенеля весьма разнообразна. Начав с газетных корреспонденций и фельетонов о драматическом искусстве в газетах, Авенель вскоре составил себе имя как автор многочисленных театральных пьес, романов и поэм.
Сборник его поэм и стихотворений «Alcôve et boudoir» (1855) был конфискован по судебному постановлению за безнравственность, но через тридцать лет (1885) был переиздан в весьма роскошном виде. Наибольшим успехом пользовались его песни на политические темы, вышедшие под заглавием «Chansons politiques» — сатира на события времён Второй империи. При появлении этого сборника Виктор Гюго писал автору: «Поздравляю поэта в песеннике и приветствую гражданина в поэте».

## Издания
Из его драматических произведений выделяются:
- «L’Antichambre en amour» — стихотворная одноактная комедия; премьера в парижском театре «Делассман-Комик» (Délassements-Comiques), 3 июня 1854 года;
- «Chasseurs de pigeons» — водевиль в 3 актах, в соавторстве с Amédée de Jallais; премьера в парижском театре «Фоли-Драматик» (Folies-Dramatiques) 16 окт. 1860;
- «Les jarretières d’un huissier» — одноактный водевиль, премьера в парижском театре «Пале-Рояль» 5 мая 1861 года;
- «La paysanne des Abruzzes» — драма в 5 актах и 6 сценах; в соавторстве с Hector de Charlieu; премьера 15 июня 1861 года;
- «Les amoureux pris par le piège» ;
- «Les calicots» — водевиль в 3 актах, премьера в парижском театре «Фоли-Драматик» 24 мая 1864 года (гугл-скан);
- «Soyez donc concierge» — одноактный водевиль, премьера в парижском театре «Фоли-Драматик» 23 июля 1864 года (гугл-скан);
- «L’homme а la fourchette» — одноактный водевиль, премьера в парижском театре «Фоли-Мариньи» (Folies-Marigny) 13 мая 1874 года.

Из его романов пользовались наибольшей известностью:
- «Le roi de Paris» (1860) — исторический роман;
- «Les étudiants de Paris» (1857; гугл-скан);
- «Le duc des moines» (1864) — исторический роман, гугл-скан;

Поэзия:
- «Alcôve et Boudoir, scènes de la comédie humaine» (1855);
- «Les Chansons» (1867);
- «Les Chansons politiques» (1870);
- «Chants et chansons politiques» (1869—72);
- «Chansons de Paul Avenel» (1875)